# AS/400

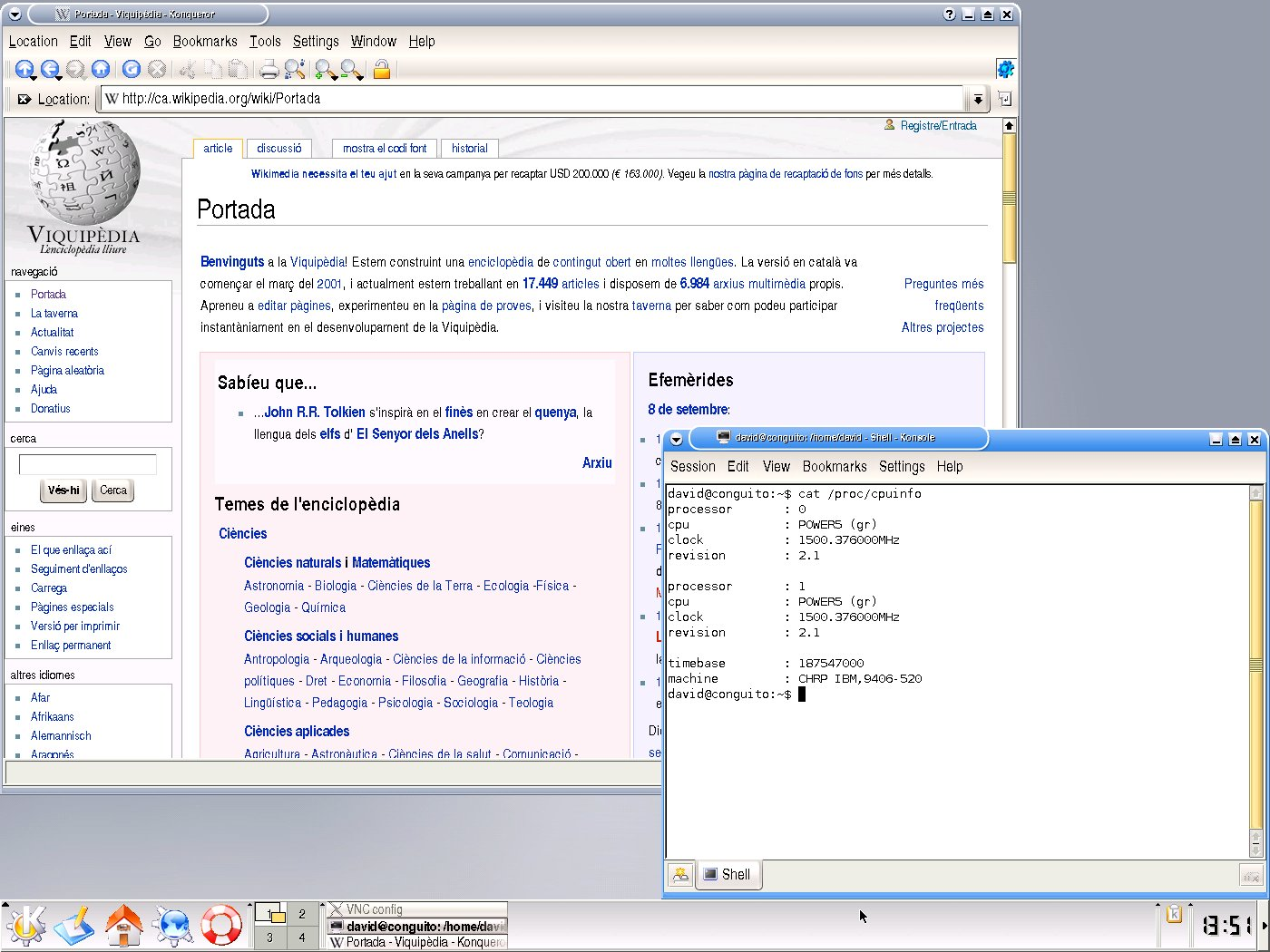
Debian GNU/Linux en un IBM iSeries modelo 9406-520

El sistema AS/400 es un equipo de IBM de gama media y alta, para todo tipo de empresas y grandes departamentos.
Se trata de un sistema multiusuario, con una interfaz controlada mediante menús y comandos CL (Control Language) intuitivos que utiliza terminales y un sistema operativo basado en objetos y bibliotecas, denominado OS/400. Un punto fuerte del OS/400 es su integración con la base de datos DB2/400, siendo los objetos del sistema miembros de la citada base de datos. Esta también da soporte para los datos de las aplicaciones, dando como resultado un sistema integrado potente y estable. Actualmente, con la denominación IBM i, anteriormente conocida como System i e iSeries, soporta otros sistemas operativos tales como GNU/Linux, AIX o incluso Windows en una placa Intel integrada, soportando también de forma nativa múltiples aplicaciones antes reservadas a Windows.
La máquina se basó originalmente en una CPU CISC de IBM, pero en 1996 se migró a una familia de CPU RISC basada en microprocesadores PowerPC de 64 bits. Hasta marzo de 2010, los últimos modelos, que bajo la denominación IBM Power Systems unificaron las plataformas System i y System p de IBM, se basan en el procesador POWER7.
La capacidad de supervivencia de la máquina es debida a su capa de MI o Machine Interface, que aísla el hardware y permite, mediante el uso de API, que el sistema operativo y los programas de aplicaciones se aprovechen de los avances en hardware sin tener que recompilarlo y de su adaptación al entorno empresarial crítico, en donde la estabilidad y fiabilidad del sistema son fundamentales.
Puede trabajar con los lenguajes de programación RPG, PHP, C, Java, COBOL, SQL, BASIC y REXX. También se dispone de varias herramientas CASE, como ADP/400, Synon, AS/SET, Lansa, Delphi/400 for Windows, Delphi/400 for PHP, CA Plex Archivado el 26 de febrero de 2014 en Wayback Machine. (inicialmente llamado Obsydian), o Genexus.
Se diseñó como sustituto del IBM System/38 y partiendo de su arquitectura, cuyos orígenes se remontan a los años 1978 y 1979.

## Información adicional
El 2 de diciembre de 2006, a partir de una iniciativa surgida en el foro Help400 se creó un wiki de iSeries externo a Wikipedia, aunque desarrollado en el mismo entorno, en el cual se pretendía que la comunidad de profesionales de iSeries de habla hispana pudiera participar para recopilar la información y conceptos más elementales de esta plataforma. Sin embargo, el proyecto finalizó a causa de la acción de los crackers.